# Forte de São José de Mossuril
O Forte de São José de Mossuril, também grafado como Forte de São José de Mussuril, localizava-se na vila e distrito de Mossuril, na província de Nampula, no litoral de Moçambique.

## História
Em 1840 era seu comandante o Major José Antonio Pereira.
Esta fortificação foi reparada em 1963.
A sua defesa era complementada pelo Reduto de Matibane.